# Marouen Belhadj
Pour les articles homonymes, voir Belhadj.
Marouen Belhadj, né le 4 février 1981, est un handballeur tunisien.

## Carrière
- ?-2008 : Club africain (Tunisie)
- 2009-2011 : Toulouse Handball (France)
- 2011-2016 : Club africain (Tunisie)
- depuis 2016 : Flèche sportive de Menzel Horr (Tunisie)

## Palmarès

### Clubs
- Vainqueur du championnat de Tunisie : 2008, 2015
- Vainqueur de la coupe de Tunisie : 2015
- Médaille d'or à la Supercoupe d'Afrique 2015 (Gabon)

### Sélection nationale
- Médaille d'or au championnat d'Afrique : 2006 (Tunisie)
- Médaille d'argent au championnat d'Afrique : 2008 (Angola)